# Eupithecia albimontanata
Eupithecia albimontanata är en fjärilsart som beskrevs av Mcdunnough 1940. Eupithecia albimontanata ingår i släktet Eupithecia och familjen mätare. Inga underarter finns listade i Catalogue of Life.